# Pétomane

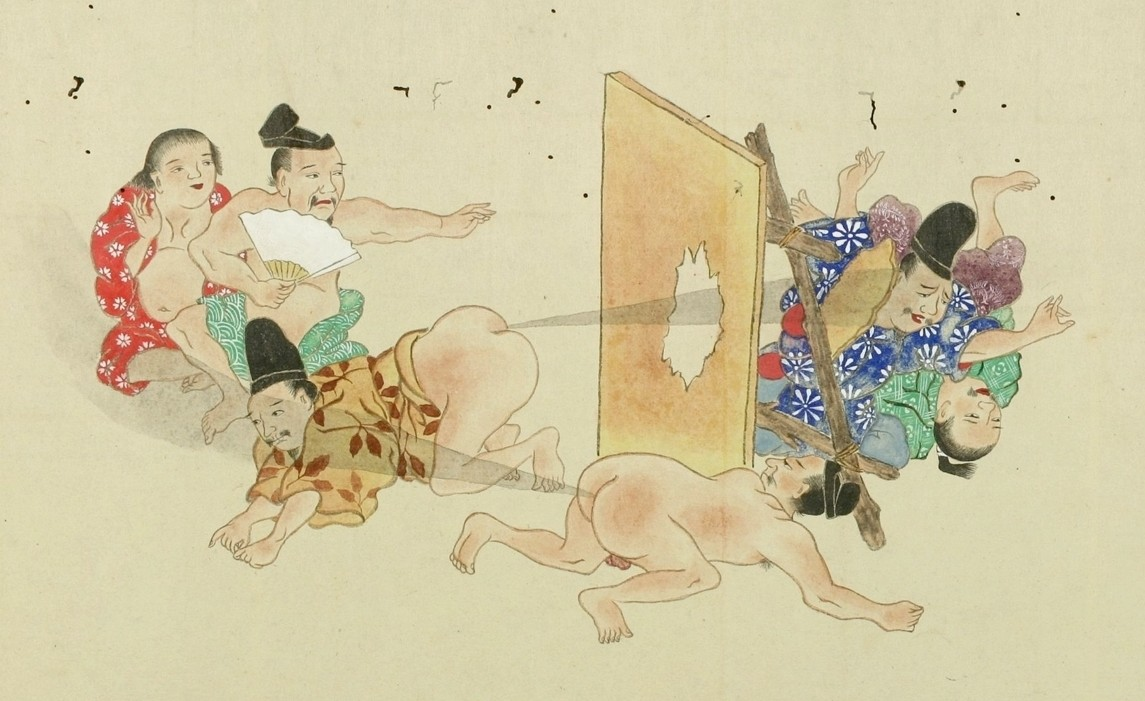

Un pétomane est un comédien ou une personne travaillant dans le milieu du divertissement dont la caractéristique principale ou unique est sa capacité à lâcher des gaz d'une façon créative, musicale ou amusante.

## Histoire
Il y a un certain nombre de références au sujet de pétomanes antiques ou médiévaux qui produisaient alors différents rythmes ou tons avec leurs gaz intestinaux. Augustin d'Hippone, dans De Civitate Dei (14.24) mentionne que certains avaient « un tel contrôle de leurs intestins qu'il pouvaient péter de manière continue et à volonté afin de produire l’effet d'une chanson ». Juan Luis Vives, dans son commentaire de 1522 sur le travail d'Augustin, certifie avoir lui-même été témoin de cela.
Les péteurs professionnels de l’Irlande médiévale étaient appelés braigetoír. Ils pratiquaient généralement avec d'autres musiciens dans le Tech Midchúarda du XIIe siècle, un diagramme de la salle de banquet de Tara. En tant qu'humoriste, ces braigetoír se trouvaient au plus bas de l’échelle constituée par les bardes, les fili et les harpistes,.
Un pétomane du Moyen Âge tardif est mentionné dans une entrée du Liber Feodorum (XIIIe siècle) : Roland le Péteur, protégé du roi Henry II qui lui avait concédé le manoir de Hemingstone dans le Suffolk en échange d'une prestation annuelle à la période de Noël : « Unum saltum et siffletum et unum bumbulum » (« un saut, un sifflement et un pet »), selon une tradition d'hommage encore évoquée par Rabelais. Le personnage de Activa Vita dans le poème allégorique du XIVe siècle Piers Plowman cite le fait de savoir péter parmi les capacités désirables chez un bon comédien à côté de savoir conter des histoires et jouer de la vièle et de la harpe.
Au Japon, pendant l'époque d'Edo, les pétomanes étaient appelés « 放屁男 » (prononcé, heppiri otoko, soit littéralement « hommes péteurs »).

## Littérature
Evguénie Sokolov, dans le roman éponyme de Serge Gainsbourg publié en 1980, est un pétomane. Celui-ci a fait de ses « vents » la source de son art, bien que ce talent soit inconnu du public. 

## Pétomanes notables
- Le Pétomane
- Mr. Methane
- Roland le Péteur
- Bruno Carette, alias Misou-Mizou